# Mary Lowenthal Felstiner
Mary Lowenthal Felstiner (hebräisch פלסטינר, מרי, geb. 19. Februar 1941 in Pittsburgh) ist eine amerikanische Historikerin. Ihre Studie To Paint her Life über die deutsche Malerin und Dichterin Charlotte Salomon, die als Jüdin in Auschwitz ermordet wurde, gilt als Grundlagenwerk.

## Leben und Werk
Mary Lowenthal Felstiner studierte Geschichte in Harvard, an der Columbia University und in Stanford, wo sie 1971 mit der Dissertation The Larrain family in the independence of Chile 1780–1830 promoviert wurde. Nach Stationen als Gastprofessorin in Paris, Santa Cruz, Yale und Stanford lehrte sie ab 1981 bis zu ihrer Emeritierung als Professorin Geschichte an der San Francisco State University.
Ihr Hauptinteresse galt der deutschen Malerin und Dichterin Charlotte Salomon, über die sie 15 Jahre lang forschte. Sie schrieb vier Essays über Salomons gemalte Lebensgeschichte Leben? Oder Theater?, bevor sie 1994 das biografische Werk To Paint Her Life. Charlotte Salomon in the Nazi Era veröffentlichte, für das sie mit dem Women's Heritage Museum First Annual Book Award und dem Joan Kelly Memorial Prize für Frauengeschichte der American Historical Association ausgezeichnet wurde. Felstiner liest des Leben von Charlotte Salomon als „personifizierte Geschichte“ der Zerstörung deutsch-jüdischer Familien während des Holocaust.
2005 veröffentlichte sie mit Out of Joint eine Geschichte der Arthritis, die zugleich eine Geschichte ihrer Familie und ihrer eigenen Erfahrungen mit diesem chronischen Gesundheitsproblem und seiner Heilung ist.
Sie ist mit dem amerikanischen Literaturkritiker und Professor für Vergleichende Literaturwissenschaften John Felstiner verheiratet. Nach ihrer Emeritierung gaben John und Mary Felstiner gemeinsam Kurse an der Stanford University zum Thema 'kreativer Widerstand' von Juden im Holocaust.

## Schriften (Auswahl)
Monografien
- To Paint Her Life. Charlotte Salomon in the Nazi Era. Harper Collins, New York 1994, ISBN 0-06-017105-7; Harper Perennial 1995; University of California Press 1997
- Out of Joint. A Private & Public Story of Arthritis. (American Lives Series), herausgegeben von Tobias Wolff, University of Nebraska 2005, ISBN 0-8032-2030-8

Artikel und Buchbeiträge
- Alois Brunner, 'Eichmann's Best Tool' , Simon Wiesenthal Center Annual, vol. 3, New York 1986
- Taking Her Life/History. The Autobiography of Charlotte Salomon, in: Life/Lines. Theorizing Women's Autobiography, hrsg. von B. Brodzki, C. Schenk, Cornell University Press, 1988, ISBN 978-0-8014-2208-9
- Artwork as Evidence. Charlotte Salomon's 'Life or Theater?' , in: Remembering for the Future: The Impact of the Holocaust on the Contemporary World, hrsg. von Yehûdā Bauer, Pergamon Press, Oxford 1988, ISBN 978-0-08-036755-2, S. 1739–48
- Engendering an Autobiography: Charlotte Salomon's 'Life or Theater?'  in Revealing Lives. Autobiography, Biography and Gender, hrsg. von Marilyn Yalom, Susan Bell, State University of New York Press, 1990, ISBN 0-7914-0435-8, S. 183–192
- Charlotte Salomon's Inward-Turning Testimony, in: Holocaust Remembrance. The Shapes of Memory, hrsg. von Geoffrey Hartman, Blackwell, London 1993, ISBN 978-1-55786-367-6